# Краденый камень
«Краденый камень» или «Украденный алмаз» или «Горячий камушек» (англ. The Hot Rock). Выходил на кассетах под названием «Зелёный лёд». Экранизация произведения Доналда Уэстлэйка.

## Сюжет
Джон Дортмундер выходит из тюрьмы после трёхлетнего заключения. У него нет планов на будущее, поэтому он соглашается на работу, предложенную ему его другом Келпом — украсть алмаз Талабао, маленькой страны в Африке. Алмаз находится в США на выставке и им предоставляется шанс его украсть. Заказчик — представитель спецслужб страны-соседа Талабао, в которой он считается историческим достоянием, несправедливо оказавшимся за границей.
Келп и Дортмундер собирают группу из преступников разного профиля, после чего Дортмундер разрабатывает план. Идеально задуманное ограбление на деле превращается в целую цепь ограблений, срывающихся по разным причинам. Им даже приходится грабить своего заказчика после того, как он пытается от них избавиться. В конечном итоге камень возвращается Дормундером его законному владельцу, а бывший заказчик покупает подделку.